# Codonopsis ovata
Codonopsis ovata är en klockväxtart som beskrevs av George Bentham. Codonopsis ovata ingår i släktet Codonopsis, och familjen klockväxter. Inga underarter finns listade i Catalogue of Life.